# 温河
温河，古称永古水，位于中华人民共和国山西省东部，是绵河两源之一。主源称秀水河，发源于盂县南娄镇西南管村以西的方山东麓，蜿蜒向东北流，过盂县县城秀水镇城区东郊后折向东，于孙家庄镇西南转东南流，流经阳泉市郊区东北部地区，至平定县巨城镇圪套村以西折向东流，于平定县娘子关镇磨河滩村与桃河汇流形成绵河。河长70千米，流域面积1143.5平方千米。流域内旱灾较为严重，下游阳泉市工矿业发达，河水污染严重。